# Augustalis

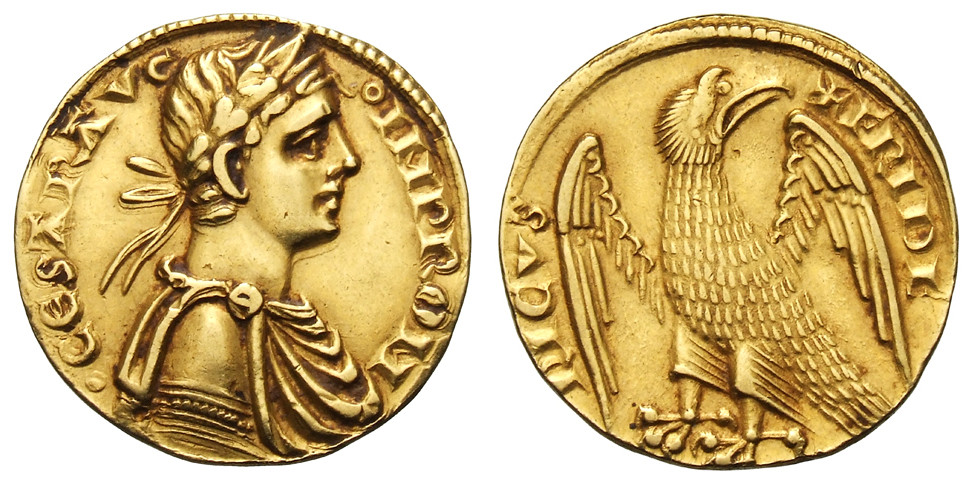
Augustalis, voorzijde (links) en achterzijde (rechts)

De augustalis is een gouden Siciliaanse munt die keizer Frederik II, koning van Sicilië, uitgaf van 1231 tot zijn dood in 1250. De munten komen van twee muntateliers in het koninkrijk Sicilië: deze van Brindisi en deze van Messina. Een ander Siciliaans muntatelier, gelegen in Amalfi, was niet betrokken.

## Context
In 1230 kwamen paus Gregorius IX en keizer Frederik II overeen in San Germano, nadien Cassino geheten, dat Frederiks excommunicatie weg viel. Hertog Leopold VI van Oostenrijk had beide mannen samen gebracht. 
In 1231 lanceerde Frederik II vervolgens een grondige wetswijziging in het Siciliaanse koninkrijk. Hij deed dit met de proclamatie van de Constituties van Melfi. Dit belangrijk wetboek vol hervormingen, dat soms de Liber Augustalis heet, verdiende volgens Frederik II een nieuwe munt: de augustalis. Vanaf 1232 kwamen de geslagen munten pas echt in omloop. De augustalis werd in het Middellandse Zeegebied aanvaard, alsook op het Italiaanse vasteland, wat aangaf hoe belangrijk de handelscontacten waren van het koninkrijk Sicilië. Via kruisvaarders geraakte de augustalis in noordelijk Europa terecht. Na Frederiks dood werd de augustalis nog kortstondig gebruikt, tot het Franse Huis Anjou-Sicilië de macht overnam in Sicilië. 

## Beschrijving

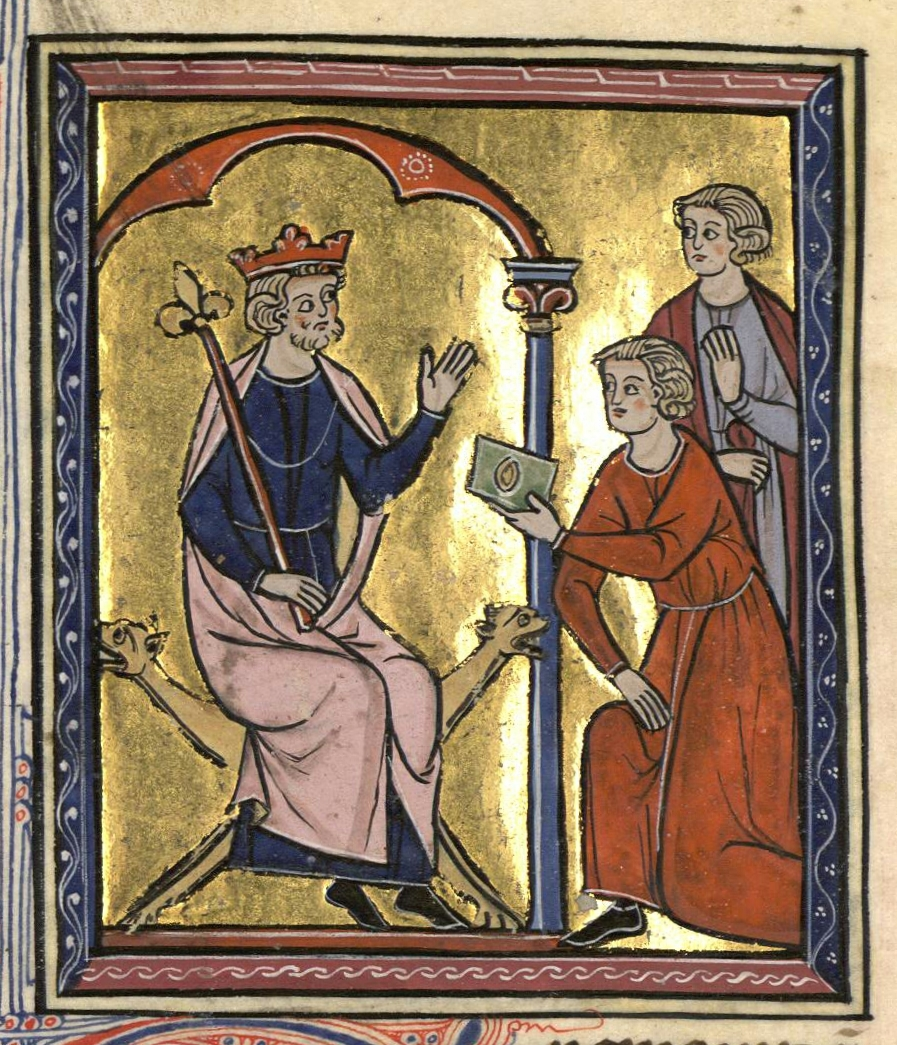
Keizer Frederik II van het Heilige Roomse Rijk was koning van Sicilië.

De munt is geïnspireerd op de aureus, de gouden munt uit het Romeinse keizerrijk. 
Aan de voorzijde prijkt een buste van Frederik II in profiel. Hij is gekleed als een Romeinse keizer en getooid met een lauwerkrans zoals een triomferende keizer in Rome. De munt toont ook letterlijk de titel Cesar Augustus Imp(erator) Rom(anus). Aan de achterzijde staat een keizerlijke adelaar in halfprofiel met gespreide vleugels. De achterzijde vermeldt zijn naam in het Latijn Fridericus. De stijl van voor- en achterzijde is proto-renaissance. Later, in de renaissancetijd, werd de augustalis van Frederik II als toonbeeld genomen van hoe een vorst moet afgebeeld worden op een munt.
De diameter is 20 mm.
Het gewicht van een augustalis bedraagt gemiddeld 5,25 g, met uitlopers van 5,15 g tot 5,35 g.
Het goudgehalte is 20,5 karaat, wat wettelijk overeenkwam met een kwart Siciliaanse goudpond. Het goudgehalte was derhalve 854/1.000; wat de niet-gouden metalen betrof: het ging om drie delen zilver per deel koper.
Naast de augustales werden er ook halve augustales geslagen, in het Italiaans mezzo augustale geheten. Deze wogen half zo zwaar en hun diameter bedroeg 16 mm.

## Munten in het koninkrijk Sicilië
De augustalis was niet de enige munt in het koninkrijk Sicilië. De Normandische voorvaderen van Frederik II sloegen, net zoals hij, koperen en zilveren munten naar het Byzantijns model van respectievelijk follares en ducales. Tevens sloegen ze gouden munten, tari genoemd, naar Arabisch model. Deze munten bleven verder gebruikt naast de augustalis, doch ze circuleerden eerder binnen het koninkrijk Sicilië.

## Waarde
Het muntstuk was een veelvoud waard van de gouden tari van Normandisch-Arabische oorsprong die in Sicilië in omloop waren. De augustalis was een soort mega-tari en bedoeld om grote handelstransacties te financieren. Zulke transacties reikten tot in de uithoeken van de Middellandse Zee. Hiermee lanceerde Frederik II zijn augustalis als concurrent van de dinar van het Arabische Rijk en van de hyperpyra van het Byzantijnse keizerrijk. Het was bovendien vier eeuwen geleden dat er in Europa zulke grote gouden munten geslagen werden.
Zijn muntbeleid paste in een breder beleid van een moderne, centraal bestuurde en internationaal machtige staat Sicilië. Na Frederiks dood volgden de republiek Genua, de republiek Venetië en het hertogdom Toscane Sicilië met het slaan van zulke grote en zware gouden munten. Ze deden dit in grotere hoeveelheden dan de Sicilianen.